# Drenovec pri Bukovju
Drenovec pri Bukovju este o localitate din comuna Brežice, Slovenia, cu o populație de 101 locuitori.